# Макдональд, Флора (якобитка)
Флора Макдональд (англ. Flora MacDonald, гэльск. Fionnghal nic Dhòmhnaill; 1722 — 5 марта 1790) — представительница клана Макдональдов из Слита, которая помогла бежать на континент Карлу (Чарльзу) Стюарту, скрывавшемуся от правительственных войск на Гебридских островах после поражения при Каллодене в апреле 1746 года. Её семья поддерживала правительство в ходе якобитского восстания 1745 года, сама она в дальнейшем объясняла свой поступок симпатией к принцу Чарльзу в той ситуации.
Была арестована и содержалась в лондонском Тауэре, но в июне 1747 года в рамках всеобщей амнистии вышла на свободу. Позже она вышла замуж за Аллана Макдональда, и пара эмигрировала в Северную Каролину в 1773 году. Их поддержка британского правительства во время американской войны за независимость привела к потере американских поместий после поражения британской армии и лоялистских сил. Семья Макдональдов вернулась в Шотландию, где Флора Макдональд умерла в 1790 году.

## Ранняя жизнь

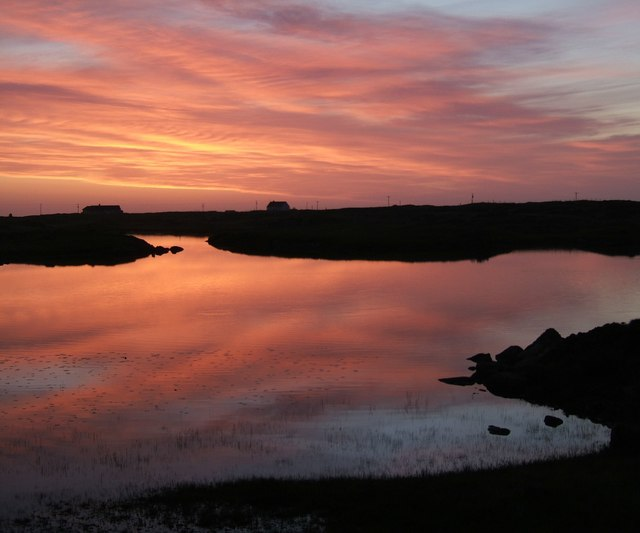
Саут-Уист место рождения Флоры Макдональд в 1722 году

Флора Макдональд родилась в 1722 году в Милтоне на острове Саут-Уист на Внешних Гебридских островах и была третьим и последним ребёнком Ранальда Макдональда (ум. 1723) и его второй жены Марион. Её отец был членом мелкого дворянства клана Макдональдов из Кланранальда, таксменом и арендатором в Милтоне и Баливаниче; у неё было два брата, Ангус, который позже унаследовал надел в Милтоне, и умерший в молодости Рональд. В то время как некоторые Макдональды оставались католиками, особенно на Гебридских островах, семья Флоры Макдональд была частью протестантского меньшинства Южного Уиста.
Через младшего брата своего отца, Майстира Аласдера МакДхомнайла, который был епископальным ректором Килчоана и сборщиком налогов Далилеи в Мойдарте, Флора Макдональд приходилась двоюродной сестрой якобитскому военному поэту Аласдеру мак Мхайстиру Аласдеру, который вместе с Сорли Маклин были важнейшими фигурами в шотландской гэльской литературе.
Её отец умер вскоре после её рождения, и в 1728 году её овдовевшая мать снова вышла замуж за Хью Макдональда, бывшего сборщика налогов Армадейла из клана Макдональдов из Слита. Тем временем Флору Макдональд воспитывал двоюродный брат её отца — вождь клана Макдональда из Слита сэр Александр Макдональд; утверждения о том, что она получила образование в Эдинбурге, пока не подтверждены.

## Участие в побеге Карла Стюарта

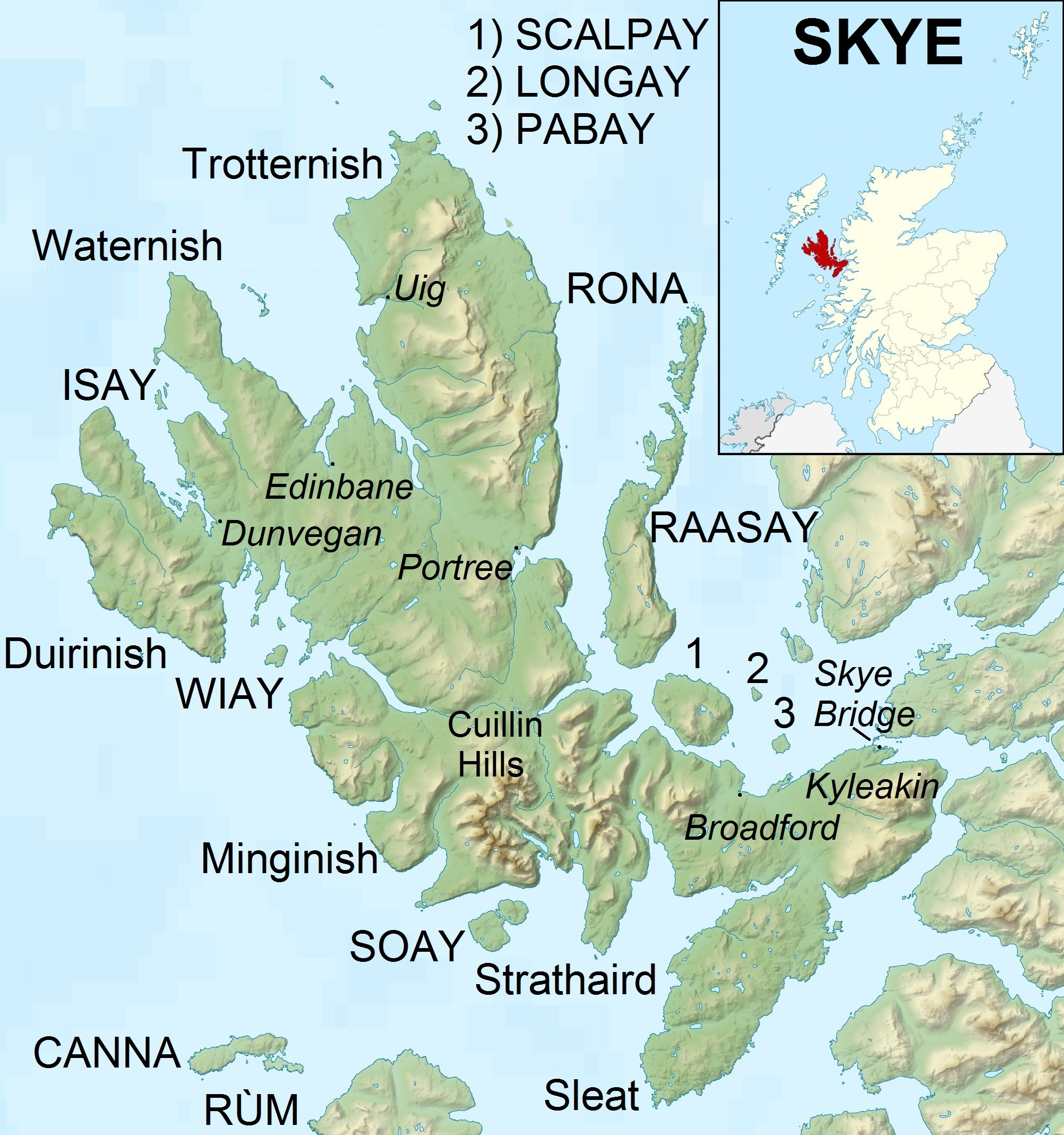
Скай — остров в архипелаге Внутренние Гебриды, на западе Шотландии

Макдональд посетила Бенбекьюлу на Внешних Гебридских островах, когда в июне 1746 года принц Чарльз и небольшая группа соратников укрылись там после битвы при Каллодене. Один из его товарищей, капитан Конн О’Нил из графства Антрим, был дальним родственником Макдональда и обратился к ней за помощью. Макдональд из Слита не присоединился к восстанию, а Бенбекьюла контролировалась проправительственной милицией, которой командовал отчим Макдональда Хью. Эта связь позволила ей получить необходимые разрешения, но она колебалась, опасаясь последствий для своей семьи, если их поймают. Возможно, она шла на меньший риск, чем кажется; свидетели позже утверждали, что Хью посоветовал принцу, где ему прятаться от поисковых групп.
Были выданы пропуска, позволяющие Флоре Макдональд переправиться в лодке на материк, в составе группы из шести человек и двух личных слуг, включая принца Чарльза, переодетого ирландской горничной (прядильщицей) по имени Бетти Берк. 27 июня они высадились возле дома сэра Александра в Монкштадте, недалеко от Килбрайда, Скай. В его отсутствие его жена леди Маргарет договорилась о жилье со своим стюардом Макдональдом из Кингсбурга, который посоветовал Чарльзу снять маскировку, поскольку она делала его более заметным. На следующий день Чарльза доставили из Портри на остров Разей; Макдональд осталась на острове Скай, и больше они никогда не встречались.
Две недели спустя члены группы переправившей принца, были задержаны и дали признательные показания; Флора Макдональд и Кингсбург были арестованы и доставлены в лондонский Тауэр. После того, как леди Маргарет ходатайствовала от её имени перед главным шотландским юристом Дунканом Форбсом из Каллодена, ей разрешили жить за пределами Тауэра под надзором «Королевского посланника» и освободили после июньского Акта о возмещении убытков 1747 года. Сочувствующие аристократы собрали для неё более 1500 фунтов стерлингов, одним из жертвователей был Фредерик, принц Уэльский, наследник престола; она якобы сказала ему, что помогла Чарльзу из милосердия и сделала бы то же самое и для него.
6 ноября 1750 года в возрасте 28 лет она вышла замуж за Аллана Макдональда, капитана британской армии и старшего сына Кингсбурга. Пара сначала жила во Флодигарри на острове Скай, и унаследовала фамильное поместье после смерти Кингсбурга в 1772 году. Писатель и сторонник якобитов Сэмюэл Джонсон встретил её в 1773 году во время своего визита на остров и позже описал её как «женщину с мягкими чертами лица, нежными манерами, доброй душой и изящной внешности». Он также был автором надписи на её мемориале в Килмуире: «имя, которое будет упомянуто в истории, и если мужество и верность будут добродетелями, упомянуто с честью».

## Эмиграция в Северную Каролину
Аллан Макдональд служил в 114-м и 62-м пехотных полках во время Семилетней войны 1756—1763 годов, но был плохим бизнесменом. После ссоры со своим начальником из-за долгов и арендной платы он и Флора эмигрировали в 1774 году в округ Ансон в Северной Каролине, где они поселились на плантации недалеко от Маунтин-Крик, которую назвали «Киллегрей». Когда в 1775 году началась война за независимость США, Аллан Макдональд собрал батальон Энсона из лоялистского ополчения Северной Каролины численностью около 1000 человек, среди которых были их сыновья Александр и Джеймс.
Согласно легенде, когда 15 февраля 1776 года гэлы-лоялисты Северной Каролины собрались вокруг королевского штандарта на общественной площади Кросс-Крик, Флора Макдональд «обратилась к ним с обращением на их родном гэльском языке, которое возбудило их до высшей степени воинственного энтузиазма». Эта традиция известна среди кланов Хайленда как «brosnachadh-catha» или «подстрекательство к битве».
На пути к побережью, чтобы встретить более 2000 красных мундиров под командованием генерала Генри Клинтона, который на самом деле только что отплыл из ирландского Корка, гэлы-лоялисты попали в засаду и были побеждены патриотами-минитменами под командованием Ричарда Касуэлла в битве при Мурскрик-Бридж ранним утром 27 февраля 1776 года. Аллан Макдональд сдался и попал в плен.
После битвы Флора была допрошена Комитетом безопасности Северной Каролины, перед которым она продемонстрировала «энергичное поведение».
В апреле 1777 года конгресс провинции Северная Каролина конфисковал собственность, принадлежавшую лоялистам, и Флора Макдональд была выселена из Киллегрея с потерей всего её имущества. После 18 месяцев плена Аллан был освобождён в рамках обмена пленными в сентябре 1777 год. Он был отправлен в Форт-Эдвард в Новой Шотландии в качестве командира 84-го пехотного полка, Флора присоединилась к нему в августе 1778 года.

## Возвращение в Скай
После суровой зимы в Галифаксе, в сентябре 1779 года Макдональд отправился в Лондон на британском капере «Данмор». Во время путешествия она сломала руку. Плохое состояние здоровье задержало возвращение Флоры Макдональд в Шотландию до весны 1780 года. Следующие несколько лет она жила с разными членами семьи, в том числе в доме её зятя генерал-майора и крупнейшего землевладельца в Скай после Макдональдсов Александра Маклауда в Данвегане. Компенсация за потерю их плантаций в Северной Каролине и рабов была недостаточной для переезда в Новую Шотландию, и Аллан вернулся в Шотландию в 1784 году. Поскольку Кингсбург теперь был занят сводной сестрой Флоры и её мужем, Аллан занялся сельским хозяйством вблизи Пендуина.
По словам историка Дж. П. Маклина, Флора Макдональд позже часто говорила, что сначала она служила Дому Стюартов, а затем Дому Ганноверов, и что в результате пострадала в обоих случаях.
Флора Макдональд умерла в 1790 году в возрасте 68 лет и была похоронена на кладбище Килмуир, а её муж — в сентябре 1792 года. У них было семеро детей, две дочери и пять сыновей, двое из которых пропали в море в 1781 и 1782 годах; третий сын Джон заработал состояние в Индии, что позволило его родителям провести свои последние годы в комфорте.

## Наследие

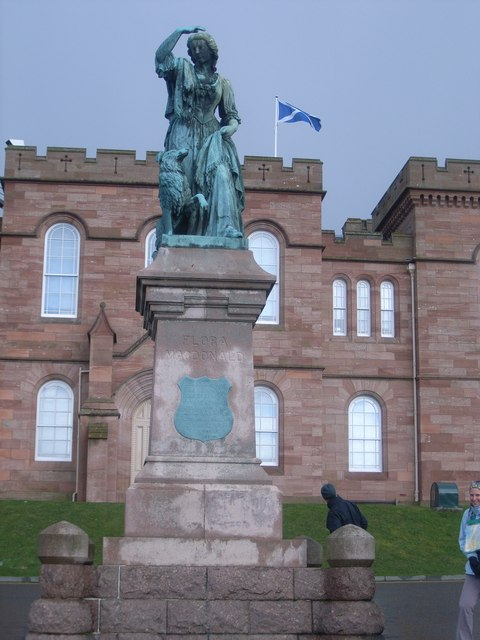
Памятник Флоре Макдональд в Инвернессе

Традиционные описания побега сосредоточены на принце Чарльзе, Макдональд отводится второстепенная роль и она получает меньше признания, чем ей полагается. Она редко говорила об этом эпизоде, и её последний контакт с Чарльзом был, когда они расстались в Портри; похоже, по крайней мере, одним из мотивов было то, что его присутствие подвергало опасности её семью.
В 1884 году сэр Гарольд Бултон написал адаптацию существующей мелодии, которую он назвал «Песня о лодке Скай». Вскоре за этим последовало первое исполнение шотландского горного танца «Фантазия Флоры Макдональдс», а в 1896 году в замке Инвернесс была установлена бронзовая статуя. В Ред-Спрингс в Северной Каролине в её честь названа Академия Флоры Макдональд, ранее называвшаяся Колледжем Флоры Макдональд; двое её детей похоронены на территории кампуса; до 2009 года здесь также проводились Хайлэндские игры Флоры Макдональд.
Флору Макдональд несколько раз портретировал  Аллан Рамзи (1713—1784). Большинство из них не сохранились. Самый известный её портрет работы Рамзи был сделан после её освобождения из Тауэра в 1749—1750 годах. В 2015 году во Флориде был обнаружен неизвестный ранее портрет Флоры, предположительно также авторства Рамзи.

## В популярной культуре
- В фильме 1948 года Красавчик принц Чарли роль Флоры Макдональд исполнила Маргарет Лейтон.
- Роман «Шотландка» Инглис Флетчер (1954). Книга основана на жизни Флоры Макдональд в Северной Каролине во время американской войны за независимость.
- В 3-м сезоне сериала Горец, в эпизоде «Take Back the Night» бессмертная Кедвин живёт в Шотландии под именем «Флора Макдональд», когда Чарльз со своим отрядом останавливаются на пути к побережью в поисках лодки во Францию.
- 6-я книга из серии «Чужестранка» Дайаны Гэблдон «Дыхание снега и пепла» включает рассказ о прибытии Флоры Макдональд в колонию Северную Каролину.